# Isa Briones
Isabella Camille "Isa" Briones, född 17 januari 1999 i London, är en amerikansk skådespelerska och sångerska, som är av filippinsk, svensk och irländsk härkomst. Hon började bli känd år 2020, då hon medverkade i TV-serien Star Trek: Picard, där hon bland annat spelade mot Patrick Stewart. Sedan år 2023 spelar hon även rollen som Margot Stokes, i Disney+/Hulu-serien Goosebumps.
Isa Briones föddes i London, som dotter till skådespelaren Jon Jon Briones och hans hustru Megan Briones (född Johnson), år 1999. När hon var tio månader gammal flyttade hon och föräldrarna till New York, för att sedan år 2006 flytta till Los Angeles. Hon har en yngre bror vid namn Teo Briones, som även han är aktiv inom skådespelarbranschen.

## Filmografi (i urval)
- 2010 – Takers
- 2018 – American Crime Story (TV-serie)
- 2020–2022 – Star Trek: Picard (TV-serie)
- 2023 – Goosebumps (TV-serie)